# الهيئة الوطنية للعدالة الانتقالية
الهيئة الوطنية للعدالة الانتقالية، هيئة سوريّة مستقلة تهدف إلى إحقاق العدالة الانتقالية لضحايا انتهاكات حقوق الإنسان التي ارتكبها نظام الأسد. استحدثت الهيئة بتاريخ 17 مايو (أيار) عام 2025 بموجب مرسوم صادر عن الرئيس السوري أحمد الشرع، استنادًا إلى أحكام الإعلان الدستوري السوري لعام 2025.

## التأسيس
أُعلن عن تشكيل الهيئة الوطنية للعدالة الانتقالية في يوم 17 مايو (أيار) 2025 بموجب المرسوم الرئاسي رقم 20 الذي أصدره أحمد الشرع استنادًا إلى أحكام الإعلان الدستوري السوري. نصّ المرسوم على استحداث «الهيئة الوطنية للعدالة الانتقالية» بوصفها هيئةً مستقلةً تتمتّع بشخصية اعتبارية واستقلال مالي وإداري، على أن تمارس مهامها على كامل الأراضي السوريَّة.

## المهام
أوكل إلى الهيئة عدد من المهام الجوهرية في سياق إحقاق العدالة الانتقالية:
- كشف الحقيقة حول الانتهاكات الجسيمة لحقوق الإنسان التي تسبب بها النظام السابق.
- مساءلة ومحاسبة المسؤولين عن تلك الانتهاكات بالتنسيق مع الجهات المعنية.
- جبر الضرر الواقع على الضحايا وضمان حقوقهم.
- ترسيخ مبادئ عدم التكرار والمصالحة الوطنية.

## الإدارة
عيّن الرئيس السوري أحمد الشرع عبد الباسط عبد اللطيف رئيسًا للهيئة في المرسوم رقم 20 لعام 2025، وكلَّفه بتشكيل فريق عمل ووضع نظام داخلي للهيئة خلال مدة لا تتجاوز 30 يومًا من تاريخ الإعلان.